# Hypocondre

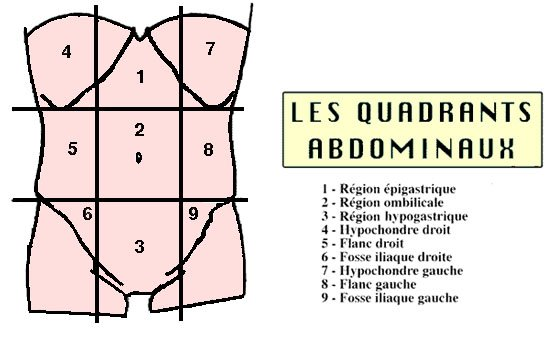
Division de l'abdomen en 9 parties.

Ne doit pas être confondu avec hypocondrie.
 (avril 2011).
Si vous disposez d'ouvrages ou d'articles de référence ou si vous connaissez des sites web de qualité traitant du thème abordé ici, merci de compléter l'article en donnant les références utiles à sa vérifiabilité et en les liant à la section « Notes et références ».
Les hypocondres  ou hypochondres (litt. sous le cartilage) droit et gauche sont les deux régions de l'abdomen situées directement sous le diaphragme.

## Limites et contenu
L'hypocondre est limité :
- en haut par le bord inférieur des côtes et la face inférieure du muscle diaphragmatique ;
- en bas par une ligne horizontale imaginaire frôlant le plus bas du gril costal ;
- médialement par une ligne verticale imaginaire coupant l'abdomen en trois tiers.

Sur l'hypocondre droit se projettent :
- le foie ;
- la vésicule biliaire et les voies biliaires ;
- l'angle droit du côlon.

Sur l'hypocondre gauche se projettent :
- la rate ;
- l'estomac ;
- l'angle gauche du côlon.

L'embryologie particulière de l'abdomen rend compte, parfois, d'une symptomatologie polymorphe. Ainsi, la douleur due à une lithiase vésiculaire peut être ressentie localement, mais aussi irradier vers l'épaule et l'omoplate droite. Souvent des signes digestifs seront associés tels que nausées, vomissements, diarrhée, anorexie…
En temps normal, il est impossible de palper les organes situés dans les hypocondres. Dans certaines pathologies par contre, ces organes augmentent de volume et deviennent accessibles à la palpation.

## Orientation diagnostique
Une douleur de l'hypocondre droit peut faire évoquer :
- une colique hépatique ;
- une cholécystite ;
- une angiocholite ;
- un abcès hépatique amibien ;
- une appendicite à localisation sous hépatique ;
- une douleur costale ;
- une pneumopathie de la base droite ;
- un syndrome de Fitz-Hugh-Curtis.

Une douleur de l'hypocondre gauche peut faire évoquer :
- une pathologie splénique (infarctus splénique) ;
- une pancréatite ;
- un ulcère gastrique.

D'autres causes seront également recherchées selon l'orientation clinique.